# Cove (Texas)
Cove ist eine Stadt im Chambers County im US-Bundesstaat Texas in den Vereinigten Staaten. Das U.S. Census Bureau hat bei der Volkszählung 2020 eine Einwohnerzahl von 525 ermittelt.

## Geografie
Die Stadt liegt 55 km östlich von Houston, an der Kreuzung der Landstraße 565 mit der Interstate 10, in der nordwestlichen Ecke des Countys, im Südosten von Texas, ist im Osten etwa 70 km von Louisiana, im Süden etwa 50 km vom Golf von Mexiko entfernt und hat eine Gesamtfläche von 3,3 km², wovon 0,1 km² Wasserfläche ist.

## Geschichte
Zu Beginn hieß der Ort Winfree's Cove, benannt nach A. B. J. Winfree, einem der ersten Siedler in dieser Gegend. Die erste Schule wurde 1885 erbaut und 1894 das erste Postbüro eröffnet.

## Demografische Daten
Nach der Volkszählung im Jahr 2000 lebten hier 323 Menschen in 125 Haushalten und 91 Familien. Die Bevölkerungsdichte betrug 102,2 Einwohner pro km². Ethnisch betrachtet setzte sich die Bevölkerung zusammen aus 92,26 % weißer Bevölkerung, 1,86 % Afroamerikanern, 0,31 % amerikanischen Ureinwohnern, 0,00 % Asiaten, 0,00 % Bewohnern aus dem pazifischen Inselraum und 5,26 % aus anderen ethnischen Gruppen. Etwa 0,31 % waren gemischter Abstammung und 4,64 % der Bevölkerung waren spanischer oder lateinamerikanischer Abstammung.
Von den 125 Haushalten hatten 40,0 % Kinder unter 18 Jahre, die im Haushalt lebten. 56,0 % davon waren verheiratete, zusammenlebende Paare. 10,4 % waren allein erziehende Mütter und 26,4 % waren keine Familien. 21,6 % aller Haushalte waren Singlehaushalte und in 4,8 % lebten Menschen, die 65 Jahre oder älter waren. Die Durchschnittshaushaltsgröße betrug 2,54 und die durchschnittliche Größe einer Familie belief sich auf 2,93 Personen.
26,0 % der Bevölkerung waren unter 18 Jahre alt, 8,7 % von 18 bis 24, 34,1 % von 25 bis 44, 23,2 % von 45 bis 64, und 8,0 % die 65 Jahre oder älter waren. Das Durchschnittsalter war 36 Jahre. Auf 100 weibliche Personen aller Altersgruppen kamen 103,1 männliche Personen. Auf 100 Frauen im Alter von 18 Jahren und darüber kamen 99,2 Männer.
Das jährliche Durchschnittseinkommen eines Haushalts betrug 44.750 USD, das Durchschnittseinkommen einer Familie 49.286 USD. Männer hatten ein Durchschnittseinkommen von 44.219 USD gegenüber den Frauen mit 30.625 USD. Das Prokopfeinkommen betrug 24.514 USD. 10,7 % der Bevölkerung und 6,7 % der Familien lebten unterhalb der Armutsgrenze. Davon waren 22,9 % Kinder und Jugendliche unter 18 Jahren und 0,0 % waren 65 oder älter.